# نفايات خاملة

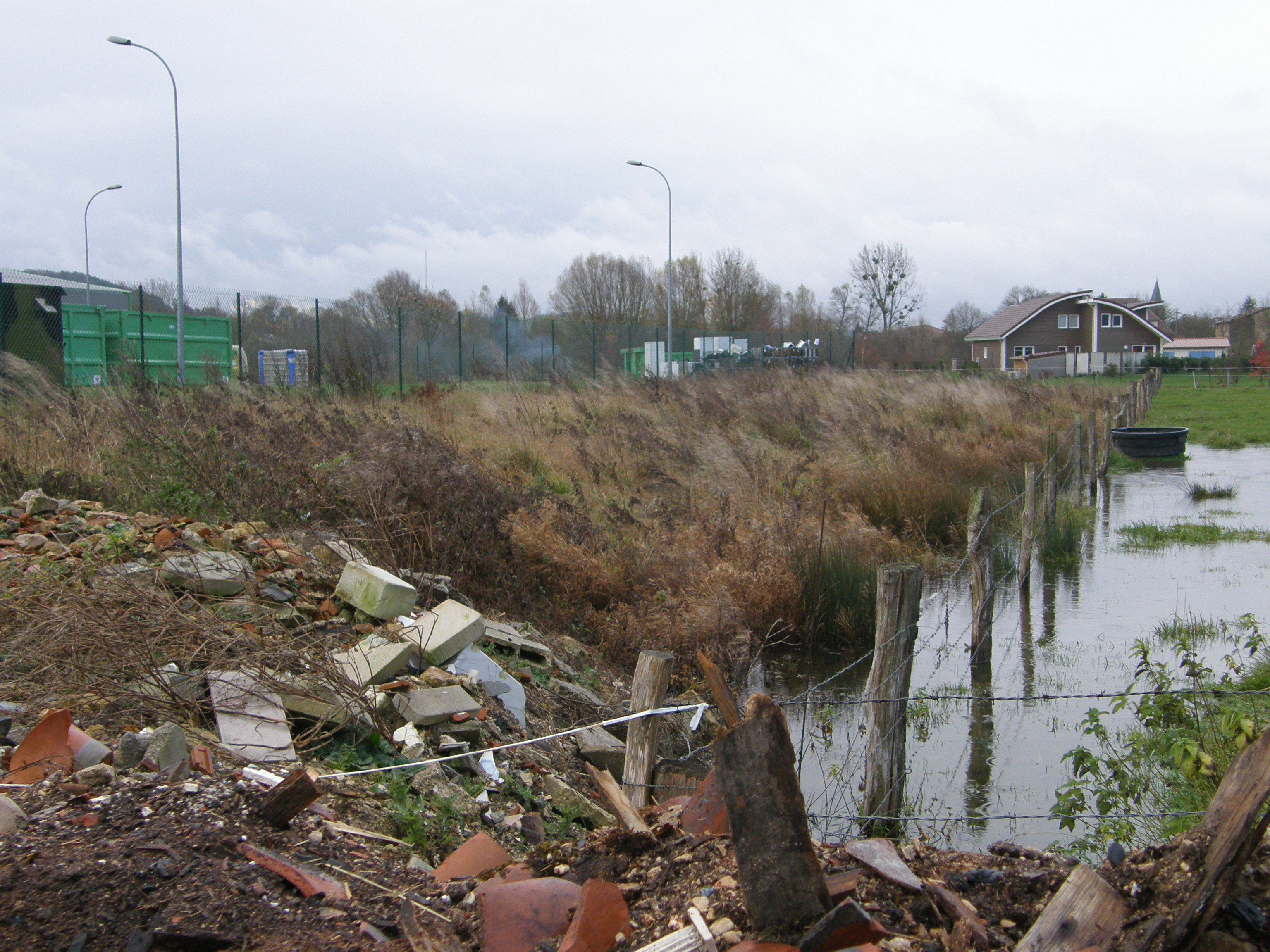
مركز تخزين النفايات الخاملة في دامفيلرز (ميوز)

النفايات الخاملة أو المخلفات الخاملة هي نفايات لا تتفاعل كيميائيًا ولا بيولوجيا ولا تتحلل بسرعة أو ببطء شديد. ومن الأمثلة على ذلك الرمال والخرسانة. وهذا له صلة خاصة بمدافن النفايات حيث تتطلب النفايات الخاملة عادة رسوم التخلص أقل من النفايات القابلة للتحلل الحيوي أو النفايات الخطرة.